# Auenberg (Hinwil)
Der Auenberg ist ein Berg der Bachtel-Allmen-Kette im Zürcher Oberland. Sein 1051 m ü. M. hoher Gipfel liegt etwa 800 Meter nördlich vom 1115 m ü. M. hohen Bachtel, auf der Grenze zwischen den Gemeinden Hinwil und Wald.
Der schöne und ruhige Grasgipfel des Auenbergs ist ein weniger frequentiertes Ausflugsziel als der Bachtel mit seinem Aussichtsturm und seinem Restaurant, aber ein lohnendes Wanderziel mit schöner Fernsicht in allen Richtungen.